# چندضلعی ساده

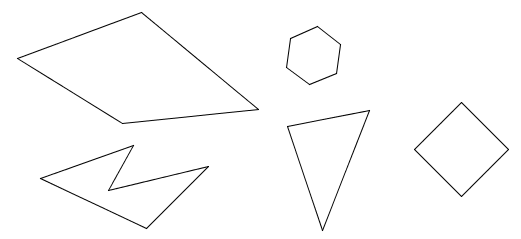
چند نمونه از چند ضلعی ساده

چند ضلعی ساده (انگلیسی: Simple polygon) در هندسه اقلیدسی، یک چند ضلعی است که خودش را قطع نمی‌کند و هیچ حفره‌ای ندارد. یعنی یک شکل مسطح متشکل از قسمت‌های خط مستقیم (پاره‌خط) یا غیر متقاطع یا «اضلاع» است که به صورت جفت به هم متصل شده و یک مسیر بستهٔ واحد را تشکیل می‌دهند. اگر اضلاع با هم تلاقی داشته باشند، آن چند ضلعی ساده نیست. واژهٔ «ساده» اغلب حذف می‌شود، و سپس تعریف بالا به‌طور کلی برای مفهوم یک چند ضلعی قابل درک است.
تعریفی که در بالا ارائه شد خصوصیات زیر را تضمین می‌کند:
- یک چند ضلعی منطقه‌ای را محاصره می‌کند (که فضای داخلی آن نامیده می‌شود) که همیشه یک مساحت قابل اندازه‌گیری دارد.
- بخش‌های خطی که یک چند ضلعی را تشکیل می‌دهند (به نام اضلاع یا لبه‌ها) فقط در نقاط انتهایی خود به هم می‌رسند، رئوس (مفرد: راس) یا به‌طور رسمی «گوشه» نامیده می‌شوند.
- دقیقاً دو لبه در هر راس به هم می‌رسند.
- تعداد لبه‌ها همیشه برابر با راس‌ها است.

برای تشکیل زاویه‌ای که مستقیم نیست (۱۸۰ درجه نبست) معمولاً به دو لبه که در گوشه‌ای قرار می‌گیرند نیاز است. درغیر اینصورت، بخش‌های خط همخطی قطعات یک طرف واحد در نظر گرفته می‌شوند.
ریاضی‌دانان معمولاً از «چند ضلعی» استفاده می‌کنند تا فقط به شکل ساخته شده توسط بخش‌های خط اشاره کنند، نه منطقه محصور، با این حال برخی ممکن است از «چند ضلعی» برای اشاره به شکل صفحه‌ای که توسط یک مسیر بسته محدود شده‌است، تشکیل شده از یک توالی محدود از بخش‌های خط مستقیم (یعنی توسط یک زنجیرهٔ چند ضلعی بسته). طبق تعریف مورد استفاده، این مرز ممکن است بخشی از چند ضلعی باشد یا نباشد.